# Kango
Kango är en ort i Gabon. Den ligger i provinsen Estuaire, i den nordvästra delen av landet, 80 km öster om huvudstaden Libreville. Antalet invånare är 4 771.